# Casa Salvador Plaja
La Casa Salvador Plaja és una obra de Girona inclosa a l'Inventari del Patrimoni Arquitectònic de Catalunya. A l'època de més esplendor econòmic de la seva indústria, l'empresari Salvador Plaja i Martí va voler aixecar una casa que servís com a punt de referència obligada en l'eixample gironí.

## Descripció
La planta de l'edifici està pensada en funció del lloc on s'aixeca: un xamfrà de gran amplitud que comunica l'avinguda Gran Via amb el carrer Miquel Blay. D'aquesta forma la façana s'articula en tres plans, el central 1,5 vegades més gran que els laterals. Presenta planta baixa i cinc pisos destinats a habitatges i oficines. Els balcons són de dos tipus: de pedra amb balustrades; semicirculars o correguts; o rectangulars amb barana de ferro. La darrera planta és potser la més destacada formalment: té una llarga balconada correguda de pedra amb balustrades, els murs decorats amb motius de punta de diamant i la part superior ocupada per una successió de mènsules ornamentals sense cap funció tectònica. En el terrat, dos templets s'emplacen als angles que articulen la façana. Si bé en el moment de la seva construcció estaven en voga els corrents racionalistes, aquí s'adoptà un llenguatge monumental allunyat de tot progressisme.